# Siwan
Siwan is een muziekalbum uitgegeven door een samenwerking van Jon Balke en Amina Alaoui. Siwan (uit het Aljamiado) staat voor evenwicht, balans. De opnamen werden gemaakt in Oslo, Rainbow Studio met Jan Erik Kongshaug achter de knoppen.

## Geschiedenis
Balke, een gerenommeerd Noors jazzmusicus kreeg het verzoek van de Oslose club Cosmopolite een project te doen voor de viering van het vijftienjarig bestaan. Hij besloot daarop een samenwerkingsverband aan te gaan met Marokkaanse zangeres Amina Alaoui, een specialiste in Gharnatimuziek. Balke schreef muziek bij teksten die uitgezocht waren door Alaoui. Deze teksten vinden hun oorsprong in de tijd dat Andalusië een rustige tijd kende met het samenleven van Christen en Mohammedanen (ongeveer van 730 tot 1492), maar ook de tijd vlak daarna waarin men de moslims verdreef onder meer via de inquisitie. De muziek is gecomponeerd bij de teksten, zodat het grotendeels Arabische muziek is die we hier horen. De muziek is deels uitgeschreven en deels geïmproviseerd. De musici zijn afkomstig uit de jazz, Arabische volksmuziek en barokmusici. Muziek uit de barok vertoont uiteindelijk grote gelijkenis met de muziek van Balke; ook barokmuziek bestaat uit uitgeschreven muziek met op zijn tijd improvisatie.
ECM Records is deels bekend vanwege hun mengeling van muzieksoorten. Eerder bracht ECM albums uit van de saxofonist Jan Garbarek met westerse middeleeuwse muziek, waar de saxofoon, een 19e-eeuws muziekinstrument wonderlijk wel in paste. Hetzelfde gebeurt nu met de toetsinstrumenten van Balke en de hese trompetklanken van Jon Hassell. De muziek klinkt bijzonder treurig; de percussie, die opvallend 20e-eeuws klinkt, zorgt af en toe voor wat verlichting, maar sleept ook wel gelaten voort.

## Musici
- Amina Alaoui – zang
- Jon Hassell – trompet en elektronica
- Kheir Eddine M’Kachiche – viool
- Jon Balke – toetsinstrumenten – muzikaal leider
- Helge Norbakken – percussie
- Pedram Khaver Zamini – zarb

Met barokensemble bestaande uit:
- Bjarte Eike (leider), Per Burhe, Peter Spissky, Anna Ivanova Sundin, Milos Valent – viool
- Rasto Roknic, Joel Sundin – altviool
- Tom Pitt- cello
- Kate Hearne – cello en blokfluit
- Mattias Frostensson – contrabas
- Andreas Arend – teorbe, luit
- Hans Knu Sveen – klavecimbel, klavichord

## Composities
Muziek van Balke:
1. Tuchia (4:52)
2. O Andalusin (2:26) (tekst van Ibrahim Ibn Khafaja (1058-1139))
3. Jadwa (5:17) (Abu Abdallah Al-Homaïdi (1029-1095))
4. Ya Safwati (5:18) (Al- Mu’tamid Ibn Abbad (1040-1095))
5. Ondas do mar de Vigo (4:29) (Martin Codax 13e, 14e eeuw)
6. Itimad (6 :42) (Al-Mu’tamid Ibn Abbad)
7. A la dina dan (3 :27) (Loppe de Vega (1562-1635))
8. Zahori (4 :57)
9. Ashiyin Raïqin (4 :13) (Abu Abdallah Ibn Ghalib Al-Rusafi)
10. Thulathiyat (10 :04) (Husayn Mansur Al-Hallaj (857-922))
11. Toda ciencia trascendiende (12:22)(Sun Juan de la Cruz (1542-1591))